# Domaine du Buc
 (juillet 2016).
Si vous disposez d'ouvrages ou d'articles de référence ou si vous connaissez des sites web de qualité traitant du thème abordé ici, merci de compléter l'article en donnant les références utiles à sa vérifiabilité et en les liant à la section « Notes et références ».
Le domaine du Buc, situé sur les communes de Marssac-sur-Tarn et de Florentin, est un domaine familial caractéristique du département français du Tarn.
Situé à une douzaine de kilomètres d'Albi, il se singularise par les grands arbres de son vaste parc paysager, ainsi que par ses bâtiments aux allures « fin de siècle ».
Le Buc représente un bel exemple de domaine tels que pouvaient en concevoir, à la fin du XIXe siècle, les notables du pays. Aménagé sur des bases beaucoup plus anciennes, le Buc avec son château 1900, ses communs et son pigeonnier décoré, représente un ensemble homogène, où tout était prévu pour que le propriétaire et sa famille puisse vivre avec aisance, voire luxe, dans une autarcie presque complète.

## Historique

### Origine
C'est en 1886 que la propriété entre dans la famille Dussap, à l'occasion d'une vente aux enchères. Béatrix Dussap, veuve d'un propriétaire de Florentin, en fait alors l'acquisition. Elle s'installe au Buc peu après en 1889, après le mariage de sa fille unique Germaine, avec Jean Boé. Elle laisse ainsi à sa fille et à son gendre, l'usage de la maison ancestrale des Dussap, à Florentin.
À ce moment-là, le Buc doit être un genre de bastide, dans le style du pays, comportant une maison de maître autour de laquelle s'appuient différents bâtiments d'exploitation.

### Construction du château
En novembre 1893, Béatrix Dussap meurt, âgée de 48 ans, laissant à sa fille et à son gendre, Germaine et Jean Boé, le Domaine du Buc, soit une vingtaine d'hectares. Or ce dernier jouxte les métairies que les Dussap possèdent depuis plusieurs générations sur la commune de Florentin.
Jean Boé est issu d'une vieille famille de la bourgeoisie de Montauban, dont les parents vivaient maintenant au château de Toulonjac, près de Villefranche-de-Rouergue. En épousant Germaine Dussap, fille unique de Béatrix, Jean Boé a fait une bonne affaire. Il peut quitter son poste, modeste, de receveur de l'enregistrement à Cadalen, pour vivre en propriétaire. Et cinq ans plus tard, il se retrouve à la tête d'un domaine de près de 150 hectares avec quatre métairies, autour de la vieille bâtisse du Buc.
À partir de ce moment-là, les choses vont aller très vite. Dès 1894, Jean Boé fait travailler un architecte d'Albi, M. Tessonière à un véritable projet de restauration du château du Buc, en fait une véritable transformation avec construction d'une tour octogonale et d'un second étage, adjonction de grandes terrasses et implantation d'une toiture à forte pente en ardoise, le tout dans le plus pur style « chalet » à la mode en cette fin de siècle. Les constructions comprennent aussi des communs, un grand pigeonnier, et des serres.

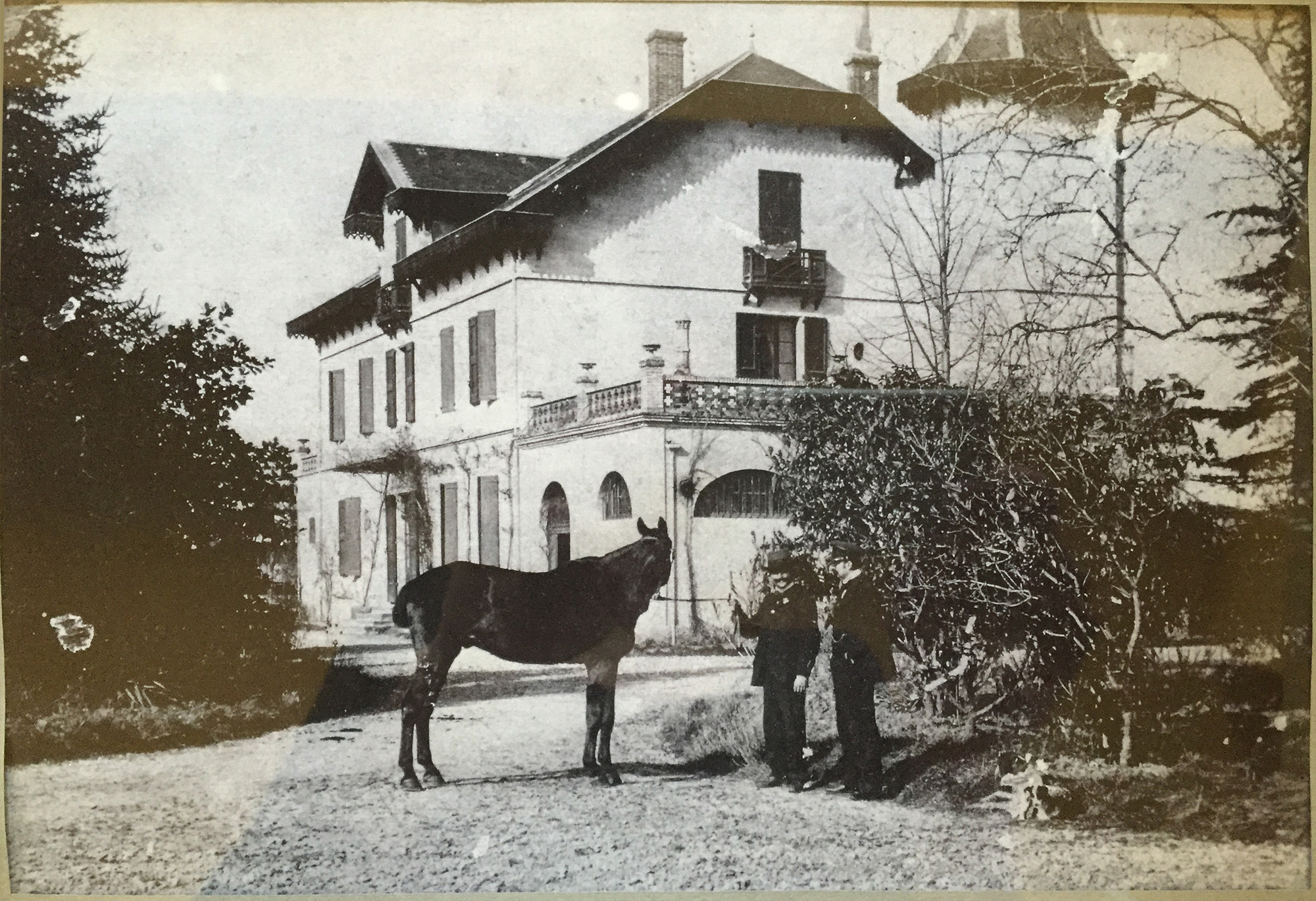
Le château au début du XXe siècle

En même temps, Jean Boé fait préparer un projet d'aménagement d'un parc, par un architecte paysagiste d'Albi, couvrant 7 à 8 hectares et inséré au milieu des prés et des terres exploitées. C'est ce projet qui sera mis en œuvre, et à la fin de l'année 1894, la famille Boé emménage enfin dans le château du Buc remis à neuf. Le temps des splendeurs commence alors au Buc, avec chevaux, voitures, bals et des visites incessantes.

### Le XXe siècle
Mais cette époque durera peu, dix ans peut être, après quoi Jean Boé tombe gravement malade. Ses trois filles et sa femme l'entourent du mieux qu'elles peuvent, puis il meurt en 1910 à cinquante ans, ayant mangé l'essentiel des liquidités qu'il avait obtenues par son mariage. 

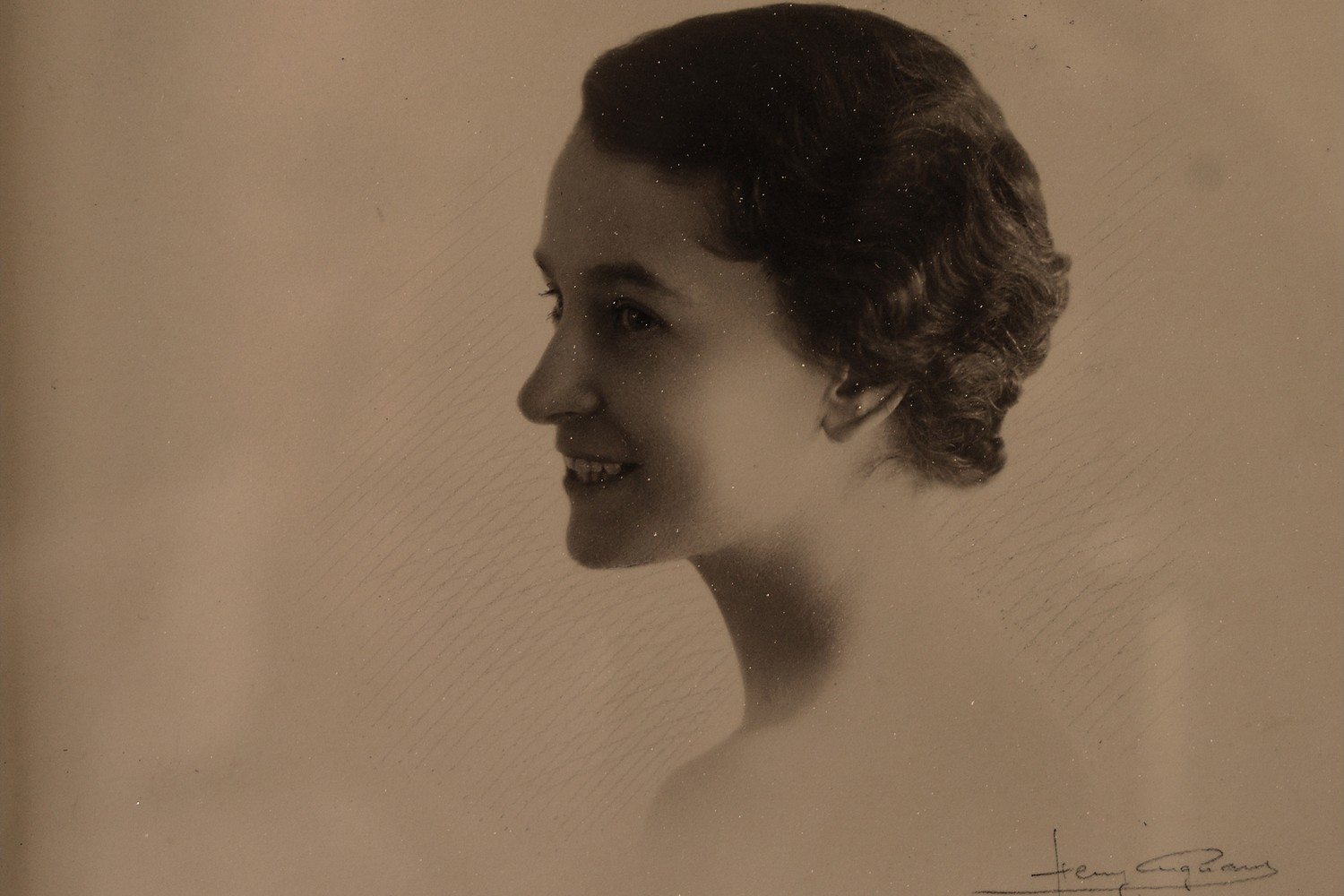
Henriette Boé, épouse Dirat

Les terres néanmoins, ne sont pas entamées. Mais il faut faire le partage, on se restreint, et c'est Henriette, la plus jeune des trois sœurs, qui hérite du Buc et de la Métairie Haute, voisine. Henriette seule des trois sœurs à être encore célibataire, vit au Buc avec sa mère. Celle-ci meurt en 1926, à cinquante huit ans, et Henriette épouse peu après un avocat de Castres, André Dirat.
Le Buc devient alors une résidence d'été, puis est transformé en maisons d'hôtes de charme soigneusement conservée dans son aspect originel. Les aléas de l'entretien des bâtiments et le vieillissement des plantations ont eu finalement peu d'impact sur la « lisibilité » du Domaine où l'on peut aisément retrouver les traces de vie, les ambitions et les préoccupations d'une grande bourgeoisie terrienne, qui se pique de mener grand train, à l'image d'aristocrates d'avant la Révolution.

## Architecture du château

### Les évolutions successives

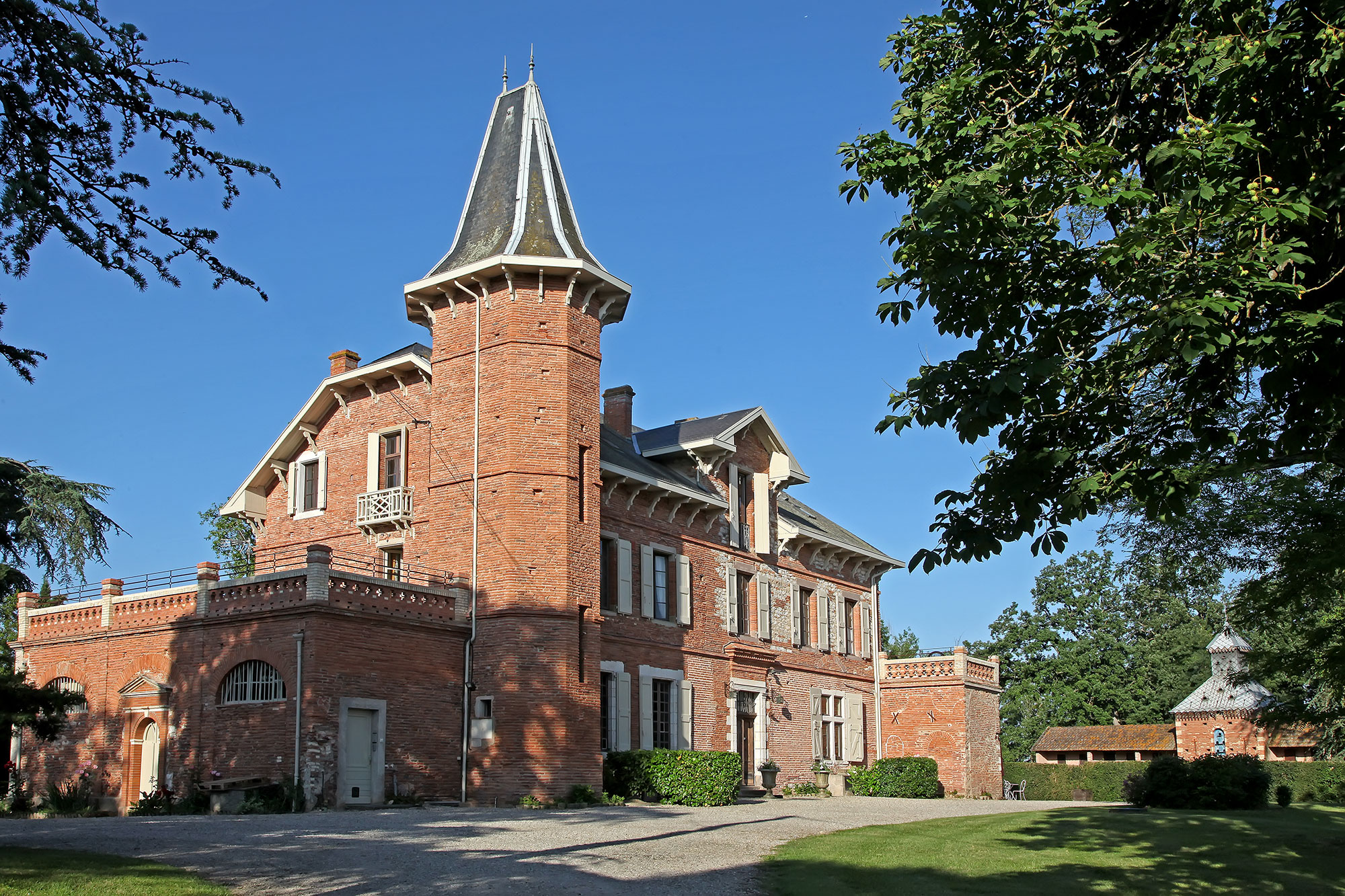
Le château du Buc

En jetant un rapide coup d'œil sur le château, on pourrait croire que celui-ci a été construit d'un seul jet, en même temps que le parc, à la fin du XIXe siècle. En fait, il n'en est rien. 
Les parties les plus anciennes datent probablement du XVe ou XVIe siècle, et le bâtiment a été l'objet de maintes et maintes modifications, au point qu'il est difficile d'imaginer les aspects extérieurs successifs qu'il a pu avoir.
Trois documents nous permettent d'approcher les différentes étapes de la construction :
- Le compoix de Marssac[2] de 1686 (Archives Départementales E2629), qui répertorie, par propriétaire, l'ensemble des bâtiments de la commune, leur destination, leur surface au sol, afin d'établir l’impôt. Le Buc, déjà un vaste ensemble, n'est pas un bien noble à Marssac, à l'exception des biens ecclésiastiques ;
- Le cadastre Napoléon[3], datant de 1808 (Mairie de Marssac). Outre le dessin et la destination des parcelles de terres, ce document comporte un relevé assez détaillé des surfaces au sol des bâtiments. Le Buc, à l'époque, est très différent de ce que nous connaîtrons plus tard. En revanche, les constructions semblent assez proches de celles décrites dans le Compoix de 1686;
- Le projet de restauration du château du Buc de 1894. Ce document assez précis, donne, niveau par niveau, les parties nouvellement construites. On découvre que tout le rez-de-chaussée et la moitié du 1er étage n'ont pratiquement pas été modifiés.

### Le Compoix de 1686
L'inventaire du Compoix de 1686 nous permet d'imaginer les différentes constructions qui s'adossent les unes aux autres.
Le total de la surface construite s'élève à près de 823 m2. or la surface bâtie actuellement depuis 1894, pour le château uniquement, s'élève à 451,2 m2. Il y a donc eu depuis plutôt des démolitions que des ajouts, ce qui confirme la présence de nombreuses ouvertures murées dans les murs extérieurs actuels, ainsi que l'existence de deux caves dont l'une est effondrée, et qui ne sont pas situées sous les constructions actuelles.
Il faut souligner que dans le Compoix, une habitation est généralement désignée sous les termes de casals (chaumière), hostal (maison), maison (maison importante). On peut donc penser que le terme grande maison décrit une construction d'importance, en remarquant qu'elle dispose néanmoins d'une faible surface au sol (120 m2). Il s'agirait alors d'un genre d'ancienne bastide, qui correspond à la partie la plus ancienne du château actuel : deux pièces construites avec des voûtes en briques sur croisée d'ogives, et qui comptaient alors deux fenêtres à meneaux, à chanfrein, encore visibles aujourd'hui. Ces deux pièces datant probablement du XVe ou XVIe siècle ; ont une surface au sol de 96,3 m2, ce qui permet de confirmer ces hypothèses.
D'autre part, on note que le sieur Antoine Teyssier est l'un des plus gros propriétaires de Marssac, où il possède près d'une dizaine de maisons et de nombreuses terres, et que la famille Teyssier est importante à Marssac. On trouve aussi, parmi les propriétaires, « messire Marc Anthoine Teyssier », ainsi que « les héritiers de Pierre Teyssier ». Les Teyssier sont probablement propriétaires du domaine du Buc depuis longtemps, et ils le conserveront encore pendant plus de deux siècles. En effet, c'est en 1886, après une vente aux enchères, que Beatrix Dussap achètera le Buc, aux « héritiers mineurs de Dame Antoinette Cassan, née Teyssier ». Cette personne est la sœur du fameux colonel Louis-Casimir Teyssier, dont une avenue d'Albi porte le nom, et qui s'était rendu célèbre en défendant la place forte de Bitche, en Alsace pendant la guerre de 1870. Le colonel apparaît d'ailleurs dans l'acte de vente du Buc, en tant que tuteur des enfants mineurs de Dame Antoinette Cassan.

### Cadastre Napoléon et acte de vente
La description des bâtiments composant le Domaine du Buc, lors de la vente aux enchères de 1886, reprend d'ailleurs fidèlement les numéros de parcelles figurant dans le cadastre Napoléon (1808). Les grandes transformations n'ont donc probablement eu lieu qu'après. 
La maison de maître, à laquelle s'adosse un sol de maison (probablement des bâtiments d'exploitation, peut-être à moitié en ruine ) atteint une surface de 944 m2. On peut donc en conclure qu’une partie des bâtiments seront démolis (ainsi d'ailleurs que le sol de maison no 134) pour aboutir à la base de construction du château actuel (451,5 m2).      

### Le château actuel

#### Extérieur

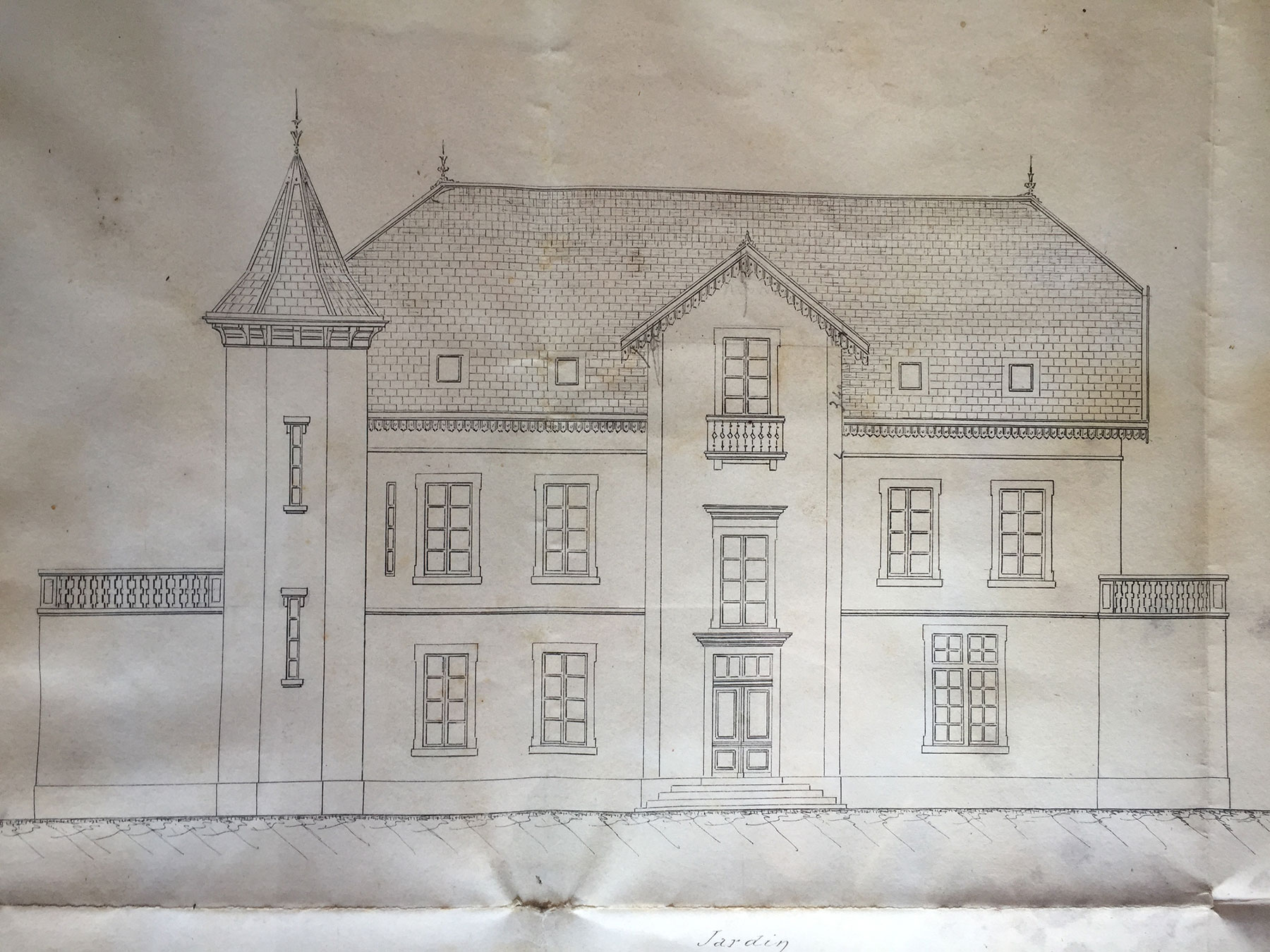
Plan de la façade

À partir de ce moment-là, les travaux sont mieux connus. On dispose du projet de l'architecte M. Tessonnières, qui donne une vue extérieure du nouveau château, ainsi que toute la distribution intérieure (rez-de-chaussée, premier étage, deuxième étage) avec les parties à construire indiquées en rouge.
Là aussi, entre le projet et ce qui sera réalisé, on note quelques différences, d'importance secondaire (vue extérieure, façade nord) :
- La tour, et surtout sa toiture sont beaucoup plus hautes sur le projet, dépassant largement le faîte de la toiture du château ;
- Les cinq fenêtres du premier étage sont au même niveau, y compris la fenêtre de l'escalier central ;
- Les frises de la toiture, balcons et autres décorations en bois sont d'un dessin plus élaboré et prennent plus d'importance dans la réalité que sur le projet.

En ce qui concerne le rez-de-chaussée , les modifications sont minimes. On note :
- L'emprise de base de la tour dans la souillarde ;
- Quelques modifications d'ouvertures intérieures ;
- Un projet de bow-window à l'anglaise, pour la pièce du billard. Ce projet ne sera pas réalisé, mais les meneaux seront quand même démontés, pour installer des fenêtres de dimension standard. Les meneaux sont toujours visibles à l'extérieur, où ils servent de linteau à la nouvelle fenêtre.

#### Intérieur
Entre le billard et la salle à manger, on installe une porte d'inspiration gothique, en vitraux de couleurs montés au plomb et dont chaque battant porte les armoiries de certaines familles illustres, dont descendent, Germaine Dussap d'un côté, Jean Boé de l'autre. Ces deux pièces du billard et de la salle à manger représentent donc la partie plus ancienne de la maison dont il était question plus haut.
Le reste du rez-de-chaussée comporte :
- une cage d'escalier centrale, avec un vaste escalier en marbre blanc, monté en porte-à-faux et qui existait avant 1894
- deux grandes pièces, la cuisine et le salon, couvertes de plafond à la française, et qui remontent au moins au XVIIIe siècle
- puis de chaque côté, supportant les terrasses (probablement créées en 1894), des pièces en briques voûtées en berceau, qui datent également au moins du XVIIIe siècle et qui sont probablement des restes des bâtiments d'exploitation (métairie, etc.), décrits dans le compoix de 1684.

L'axe de la voûte située sous la petite terrasse (ouest) est parallèle à la longueur (c'est sous cette voûte que sont installées la salle de bain et l'office équipés d'eau courante). En revanche, les axes de voûtes des trois pièces de l'orangerie, du fumoir et de la laverie, supportant la grande terrasse, sont parallèles les uns aux autres.    
En termes de décor intérieur, il faut signaler deux grandes cheminées, l'une au billard, l'autre dans la salle à manger. Celle de la salle à manger porte les armoiries de la famille de Ribes dont descendait Jean Boé. Une porte Renaissance, provenant de l'Équisse de Florentin et installée dans les années 1894, donne un accès direct au fumoir depuis la façade est.

## Le Parc

### Le projet de parc

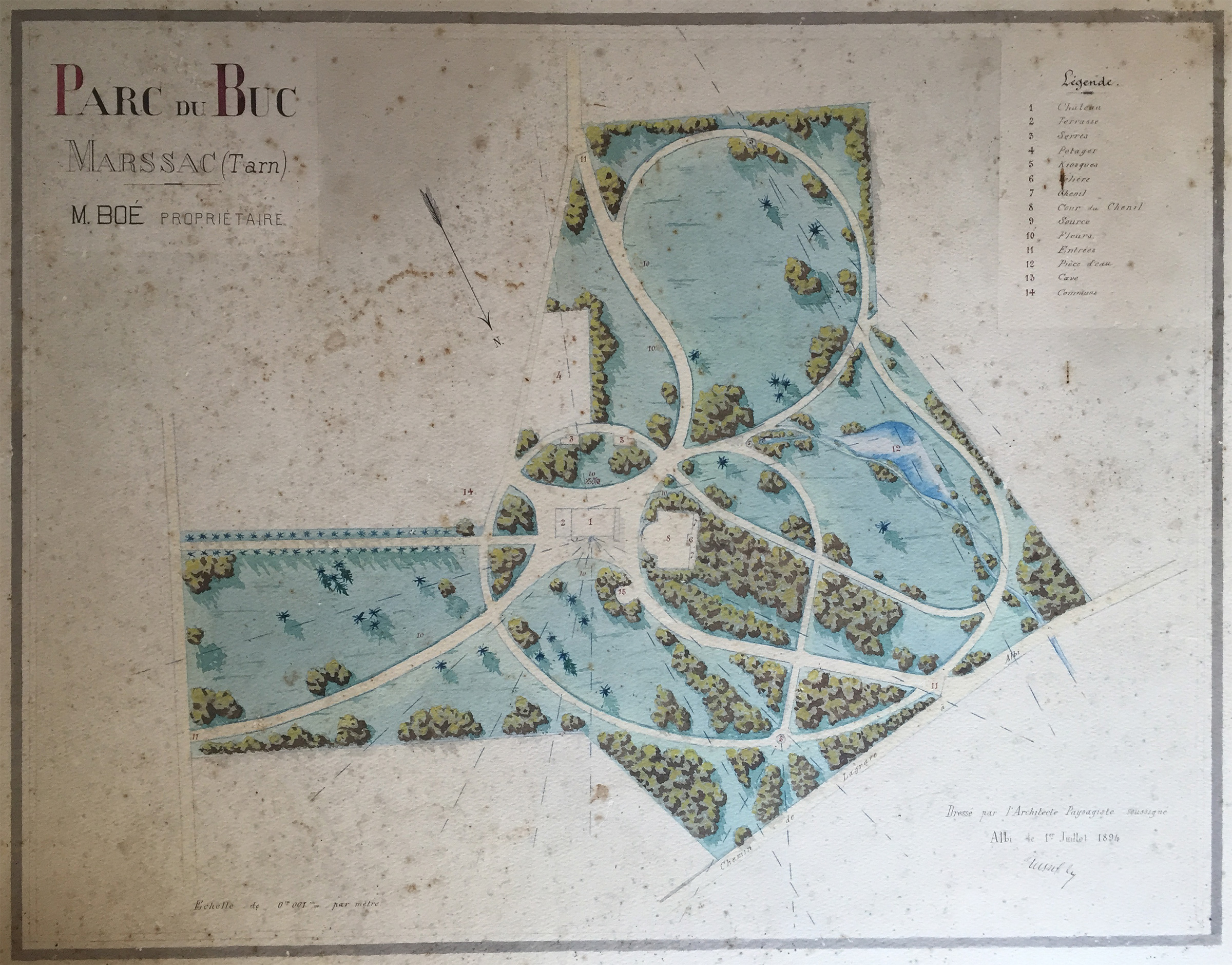
Projet de Parc du Domaine du Buc - 1894 - auteur inconnu.

Le projet initial nous est connu par une aquarelle, préparé par un architecte paysagiste d'Albi, dont le nom, illisible reste inconnu (figure 1). Ce projet qui sera mis en œuvre avec quelques modifications, s'inscrit tout à fait dans la lignée des parcs anglo-chinois dont l'origine remonte à l'Angleterre du XVIIIe siècle. C'est au début de ce siècle que les paysagistes anglais, abandonnant les lignes droites et la symétrie, définiront le parc anglo-chinois, à partir d'une série de nouvelles idées successivement adoptées :
- Le parc doit ressembler à la nature et s'intégrer dans le paysage environnant. On créera donc des mouvements de terrain, des pièces d'eau aux contours irréguliers, une serpentine river et de grandes étendues gazonnées parsemées de clumbs, ces bouquets d'arbres formant des massifs isolés ou plantés en ceinture ;
- Puis on introduira les effets de couleur et les contrastes de lumière dans la composition, le parc étant vu comme un tableau, avec des couleurs foncées au premier plan et les teintes claires à l'arrière-plan. Le saule pleureur également commencera à jouer un rôle;
- Enfin, la confrontation avec les jardins chinois, tortueux et mouvementés, renforcera la recherche « d'effets de surprise » et de nouveaux tableaux dévoilés au cours de la promenade.

Ainsi au début du XIXe siècle, les principales caractéristiques des parcs anglo-chinois sont bien établies, et Gabriel Thouin, dans son ouvrage Plans raisonnés de toutes les espèces de jardins, publié en 1820, en donnera les descriptions exhaustives, avec toutes les variantes possibles. Ces modèles de parc seront utilisés tout au long du XIXe siècle et c'est donc une forme d'aménagement déjà traditionnelle que l'on retrouvera au Buc en 1894. L'examen du projet initial permet de retrouver les principales caractéristiques déjà énoncées par Thouin :
- Ce parc s'insère dans un ensemble de terres agricoles, vignes, prés et cultures, offrant de larges dégagements ;
- Le bâtiment principal est situé au centre du domaine sur une hauteur, offrant différents points de vue sur le parc ;
- Les allées d'accès débouchent dans les angles du bâtiment principal, ménageant ainsi de grandes étendues gazonnées devant les façades ;
- Une allée fait le tour de la propriété en suivant un contour varié, mais conduisant toujours à des points de vue, kiosque et bosquets. Quelques massifs de fleurs, peu nombreux, créent aussi des points d'attraction.

Les éléments d'architecture qui entrent dans la composition du projet de parc sont nombreux: deux serres sont placées symétriquement devant la façade sud du château. Un pigeonnier, précédé d'une cour rectangulaire est construit à l'ouest. Curieusement le bâtiment des communs, avec écuries, remises à voitures et logement de gardien ne figure pas sur le projet, il est simplement signalé en dehors de la partie aménagée du parc. Il s'agit pourtant d'un élégant bâtiment en U dans le style du pays, contrairement aux autres constructions.
Le projet de parc comporte également des ponts et une pièce d'eau alimentée par une source, probablement obtenue en couvrant une partie du ruisseau qui traverse la propriété.
Les arbres sont alignés le long de l'une des avenues d'arrivée, alors que les bordures du parc sont faites de bosquets et de haies d'épaisseur aléatoire.
Les sapins et bouquets d'arbres parsèment les prairies sans beaucoup de recherche, ce qui  fait penser que ce projet a un caractère assez rapide, destiné à illustrer une idée plutôt que d'être un véritable plan d'exécution détaillé. Sur ce point, la réalisation différera nettement du projet, les bosquets d'arbres étant placés de manière beaucoup plus étudiée.
Le projet ne détaille pas non plus les variétés d'arbres qui seront plantées, alors que celles-ci correspondent à un vaste éventail, qu'on retrouve dans les parcs de l'époque, comme le parc Rochegude à Albi. Le projet ne prend pas compte des arbres déjà existants comme des pins parasols, des ormes et des chênes déjà centenaires et qui seront bien entendu conservés dans l'aménagement définitif. De longues haies de buis taillés, probablement déjà préexistantes, ne sont également pas prises en compte.
Enfin, des directions sont indiquées depuis le perron du château et depuis un kiosque, qui signaleraient des dégagements et des coups d'œil particuliers dans certaines directions. Mais les directions indiquées ne correspondent à rien de remarquable, et , là aussi, quelle opportunité, si ce n'est leur fonction à démontrer qu'il existe un certain nombre de dégagements et d'ouvertures sur l'horizon.

### L'aménagement du parc

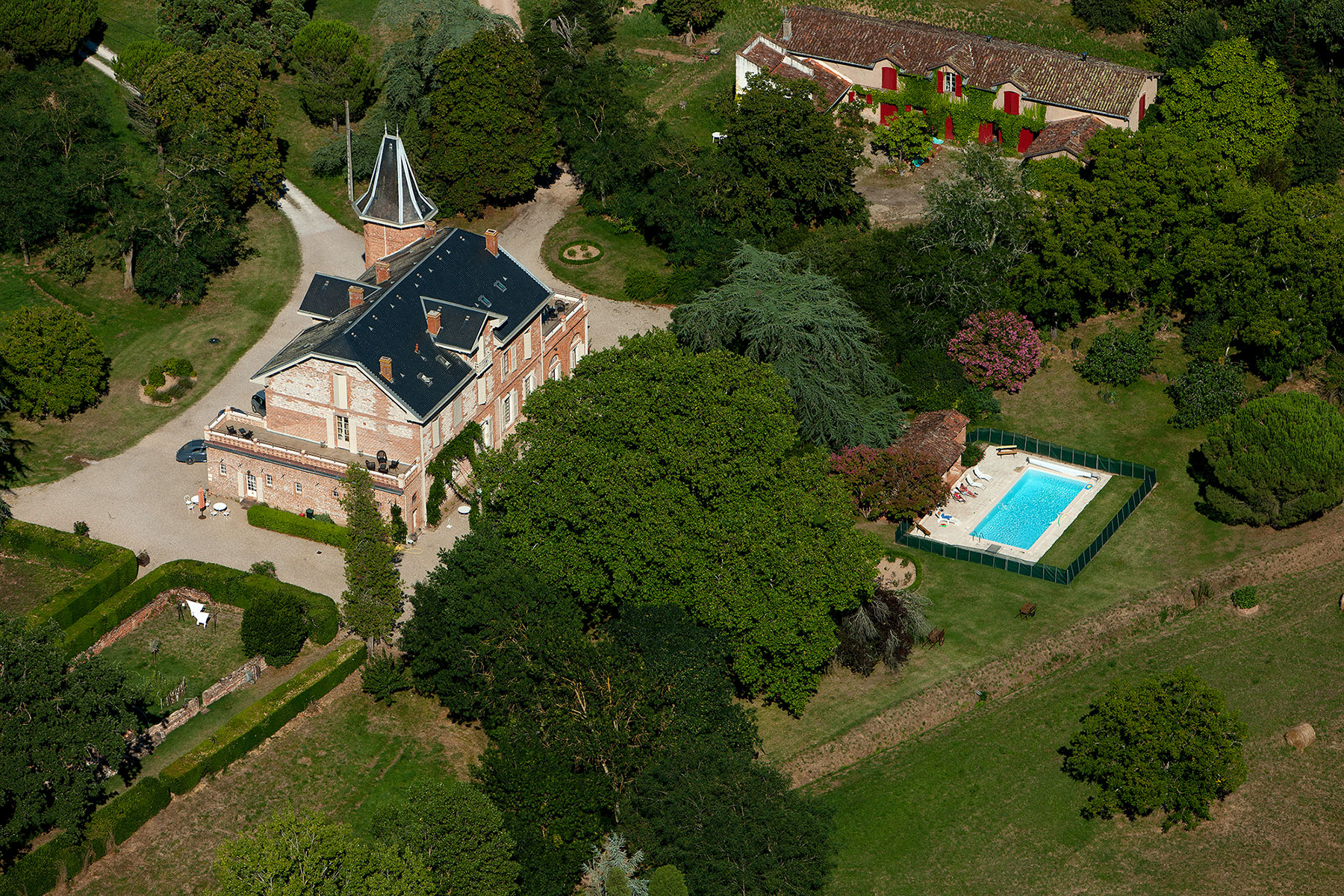
Parc du Buc - détail.

L'aménagement du parc est un exemple de parc à l'anglaise qui étaient à la mode en 1900 dans le Tarn. Elle porte essentiellement sur trois points :
- Les plantations nombreuses d'arbres de toutes essences, l'aménagement de bosquets, kiosques et le tracé d'allées gracieusement courbées, l'implantation d'une pièce d'eau ;
- La construction de bâtiments annexes qui participent au décor, avec une toiture ouvragée en zinc : deux serres et un pigeonnier ;
- Des aménagements hydrauliques assez élaborés, où une noria actionnée par un cheval alimente un réservoir, un lavoir, et de celui-ci une conduite enterrée amène l'eau dans le bas du château, ce qui permet d'installer une salle de bain avec l'eau courante, et d'alimenter une office.

L'aménagement du parc suit dans les grandes lignes le projet d’aquarelle. On note cependant quelques différences, finalement assez mineures :
- La surface du parc est plus grande que prévu (environ 15 hectares finalement) : un pré est incorporé au parc, qui permet de faire déboucher la principale allée d'arrivée exactement à l'intersection des deux chemins de Lagrave et de Graulhet ;
- Le potager est situé en dehors du périmètre aménagé; là aussi une noria, actionnée par un cheval, amène l'eau par une canalisation enterrée vers deux citernes placées dans le potager. On a noté aussi que le bâtiment des communs (écuries, remises à voitures, etc.) est indiqué mais pas dessiné précisément sur le projet aquarellé. Dans l'esprit du concepteur du parc, ce bâtiment des communs, qui tranche avec les autres constructions par l'utilisation des volumes et des matériaux traditionnels, ne fait pas partie du décor du parc paysager ;
- Les autres différences avec le projet concernent l'emplacement de la pièce d'eau et son alimentation par une dérivation du ruisseau principal, ainsi que la présence, près du château, d'un bassin semi circulaire, ornée d'une rocaille ;
- L'aménagement de la cour du pigeonnier est un peu différent : celle-ci est divisée en deux cours rectangulaires séparées par une allée d'accès centrale ;
- Enfin les plantations sont plus importantes que prévu, avec en particulier, autour du château, un grand nombre d'arbres verts : sapins d'Espagne, épicéas, pins maritimes, pins d'Autriche, pins noirs, cyprès géants, cèdres, séquoia géants, etc. La encore, on respecte les recommandations de Thouin, qui veut, autour du bâtiment principal, des arbres de couleurs sombres, pour augmenter l'effet de distance avec les bosquets du parc de couleur plus claire. Il semble que les haies qui marquent les limites du parc, en revanche, sont laissées dans leur état original demi-sauvage, elles comportent beaucoup de chênes rouvres et d'ormes, des frênes, des saules, des acacias (robiniers) et de nombreux taillis d'aubépine.

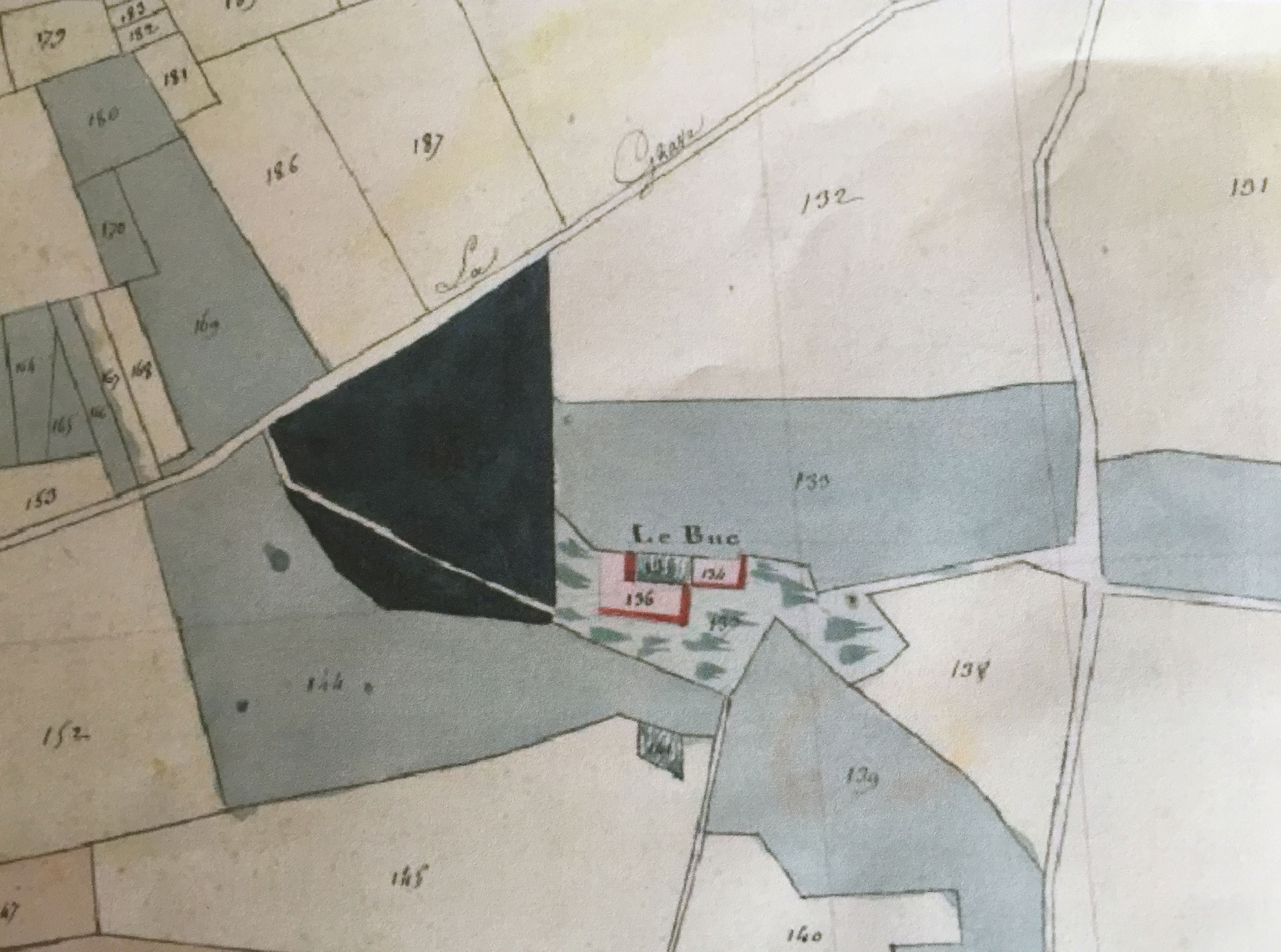
Plan du Domaine du Buc au XIXe siècle

Le plan ci-contre, à comparer avec le projet d’aquarelle, représente le parc tel qu'on peut l'imaginer au moment de sa création, vers 1895, à partir de ce qu'il en reste un siècle plus tard. Le tracé de certaines allées s'est perdu, il ne reste que le départ, mais ces allées suivaient des contours très proches du projet d'aquarelle.
Des points de vue sont aménagés, ouverts sur la campagne environnante. À cet égard, le parc du Buc correspond à ce que Gabriel Thouin classe dans la catégorie des jardins champêtres. Les alentours du château sont soignés, les plantations sont étudiées, mais de telle sorte que l'art disparaît derrière la nature selon les principes du parc à l'anglaise. La transition avec l'espace environnant est à peine perceptible, et le parc reste traité comme un bien rural ; les étendues gazonnées sont des prés, où viennent paître les bêtes. Les haies qui délimitent le parc sont laissées dans leur état original. Les alignements et les axes de symétrie sont réduits au minimum: seule une des allées d'arrivée, rectiligne, est encadrée de cèdres bleus, et on trouve une survivance d'axe de symétrie, devant la façade sud, encadrée par deux serres, deux palmiers, et dans l'axe central, deux massifs de fleurs successifs. Les arbres et les buissons sont placés de part et d'autre de cet axe de symétrie.
L'autre aspect, tout à fait artificiel celui-ci, est la décoration des bâtiments (château, serres, pigeonnier), très marquée à la fin du siècle. Tour octogonale à toit pointu pour le château, avec une toiture en ardoise ornée de flèches, girouettes et zingueries. Des festons ouvragés, en bois, tous d'un dessin différent, soulignent le bord des toitures du château et du pigeonnier. Les serres, couvertes de losanges de zinc, sont ornées de frises et de motifs de zinc.
Le parc aussi connaîtra quelques modifications, le plus souvent pour en simplifier l'entretien. Certaines allées seront supprimées et seuls les massifs de fleurs situés à proximité du château seront entretenus. La serre ouest sera démolie, seul le bas de culture ovale est conservé. Le bassin et sa rocaille seront démolis. L'alimentation de la pièce d'eau sera supprimée, conduisant celle-ci à une lente asphyxie. Plus tard, essentiellement après 1970, d'autres aménagements seront faits, qui sont détaillés plus loin.

### Les transformations ultérieures du parc

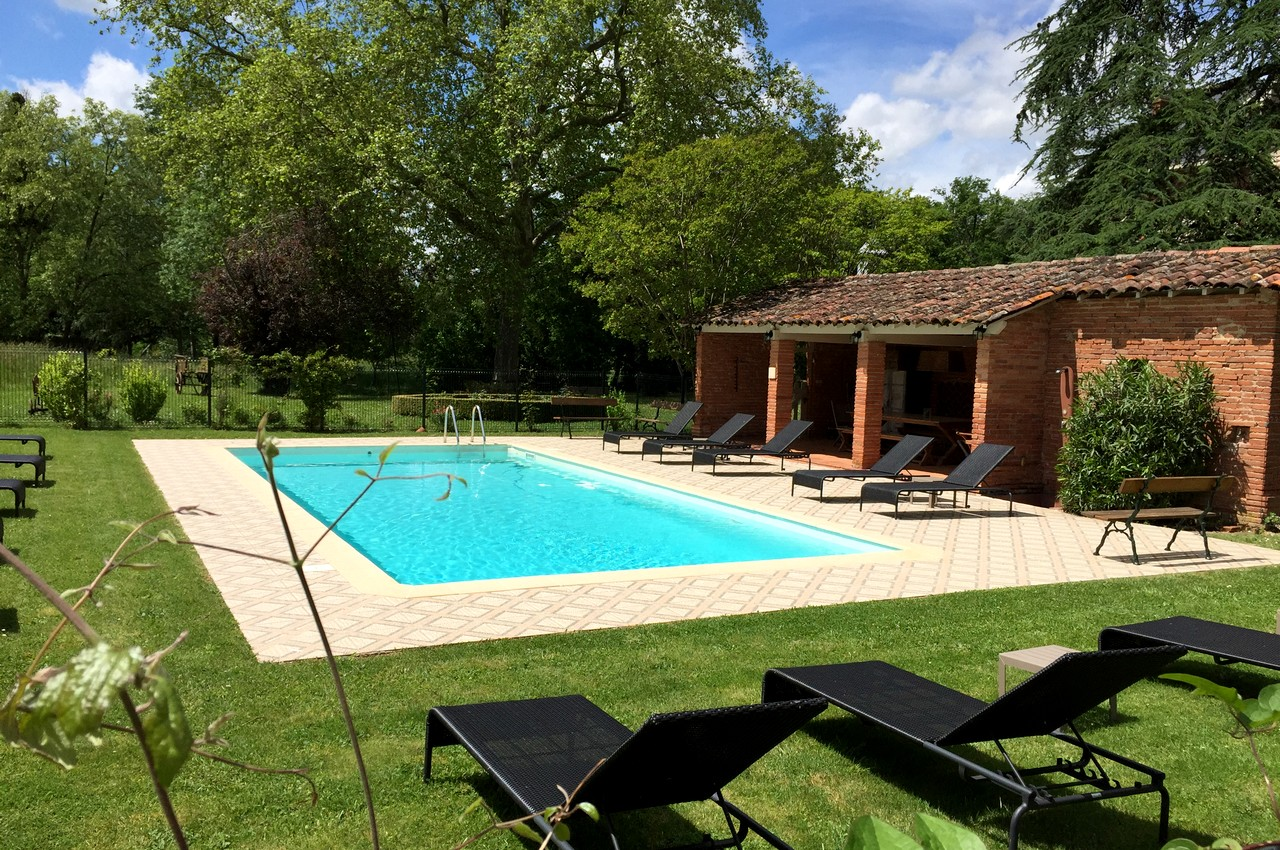
Piscine du Domaine du Buc.

Après une longue période où peu de plantations ont eu lieu, c'est en 1979 que les propriétaires, Bernard et Charlotte Lesage-Dirat ont planté plusieurs pins parasols en isolé, ainsi qu'une série de pins parasols à droite et à gauche de l'allée principale. L'allée aux arbres verts, où plusieurs cèdres manquaient, est complétée.
Au début des années 1980, la vigne qui s'étendait devant les communs et à l'est de l'oratoire Notre-Dame d'Oliviège, est arrachée et remplacée par un champ de blé.
À peu près à la même époque, le ruisseau qui serpentait à travers le potager et devant le château est déplacé et rectifié en raison de sa surcharge en eau pluviale provenant des routes environnantes. 
Quelques années plus tard (1987) a lieu la construction d'une piscine devant la serre subsistante, qui elle-même est transformée en abri de bain. De la deuxième serre, le bac à fleurs est restauré, dont il ne subsistait plus que les fondations.
À la fin des années 1980, Alain René Lesage, l’aîné des quatre enfants de Bernard et Charlotte Lesage, plante une série de Douglas le long du mur du cimetière, pour cacher celui-ci, ainsi qu'une haie de cyprès de Leyland le long de la route de Lagrave. A ce moment là, également il aménage un logement dans la partie sud des communs.
Mais c'est pendant l'hiver 1990/91 qu'Alain René apporte les transformations les plus importantes au parc depuis sa création il y a un siècle. En se basant sur le projet aquarellé du parc de 1894, il fait creuser une pièce d'eau à l'endroit où elle était initialement prévue ; en même temps, il fait combler la mare aux crocodiles qui se trouvait en bordure du bois et donnait sur la route de Lagrave. L'écoulement de la pièce d'eau est enjambé maintenant par un pont dont les rambardes proviennent du pont de l'ancien ruisseau devant le château. Dans le champ des peupliers autour de la nouvelle pièce d'eau, différents chemins de promenade ont été retracés.
La haie de cyprès de Leyland de la route de Lagrave est prolongée, ainsi que celle du mur du cimetière. Pour cacher la nouvelle voie rapide Albi-Toulouse, ainsi que les maisons neuves en bordure du domaine, une nouvelle haie est plantée le long de la route de Florentin (laurines, noisetiers, escallonioa macrocarpia, avec tous les 8 m, un chêne rouge d'Amérique).
Pour créer des eye-catchers, une gloriette en bois est installée sous le gros chêne. Une tonnelle trouve sa place dans le verger, qui est complété de nouvelles essences d'arbres fruitiers. Une pergola longe maintenant le potager, sur le chemin qui mène à Notre Dame d'Oliviège. Au même moment, le portail entre le bois et le pré des peupliers est restauré ainsi qu'un puits devant la piscine.
Les arbres isolés sont plantés selon les préceptes de Thouin, c'est-à-dire les arbres foncés près des maisons, les arbres clairs au loin pour augmenter l'effet de perspective. À côté d'essences déjà présentes au Buc (cèdres, catalpas, cyprès, platanes, séquoias géants, chênes verts, magnolias, marronniers), d'autres y font leur entrée : tulipiers de Virginie, ginko biloba, eucalyptus, mélèze, érables, cèdres de l'Himalaya, cormier, chêne rouge d'Amérique, un saule pleureur en bordure de la pièce d'eau.
Le bois et le pré des peupliers sont clôturés pour un petit troupeau de moutons, qui ajoute encore à l'impression d'un parc romantique à l'anglaise.
Au mois de juin 1991, l'artiste allemand Karl Weibl, boursier d'un échange d'artistes Midi Pyrénées / Bavière, installe dans le parc du Buc une de ses sculptures éphémères en tourbe. Ainsi le parc reste un lieu vivant de rêve et d'expérimentation, où chaque génération laisse son empreinte et réalise son idée du bonheur.

## Le pigeonnier du Buc et les communs

### Le pigeonnier

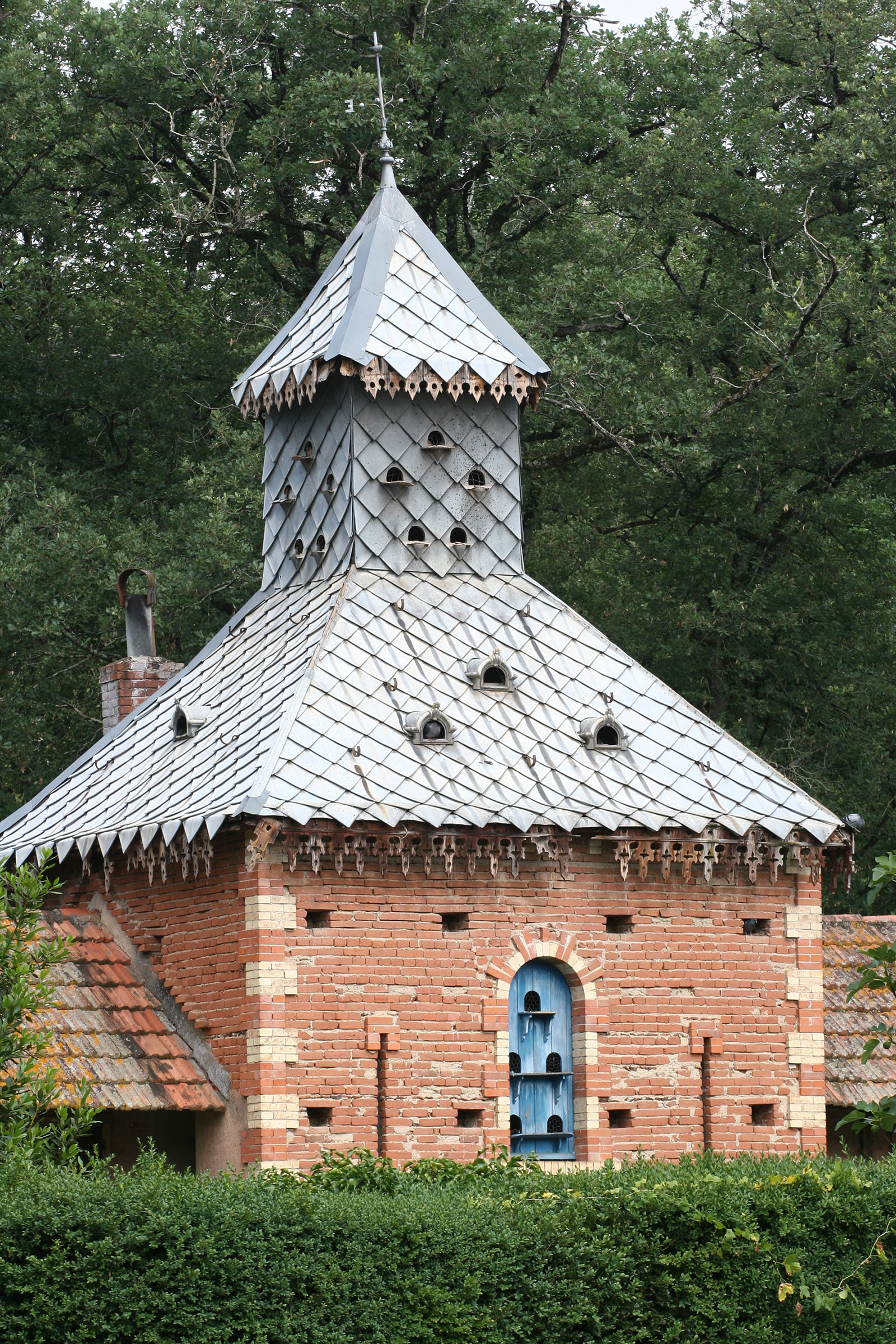
Le pigeonnier du Buc.

Le bâtiment le plus original de cet ensemble est le pigeonnier du XIXe siècle inspiré des pigeonniers du pays, mais réinterprété par un regard des années 1900. Il s'agit d'un pigeonnier à section carrée avec un toit à quatre pentes, surmonté d'un clocheton également à quatre pentes, mais de dimensions beaucoup plus importantes que les constructions traditionnelles de ce type. L'ensemble est également recouvert d'écailles de zinc en losanges, et certaines entrées de pigeons se font par des ouvertures décorées, en zinc. La flèche supporte un pigeon grandeur nature, très ouvragé, toujours en zinc. 
Ce pigeonnier possède à l'intérieur une échelle tournante, permettant d'accéder facilement aux nids en osier fixés sur tous les murs intérieurs. Le rez-de-chaussée est aménagé en buanderie, avec un grand cuvier pour faire bouillir le linge. Mais la construction comporte également deux ailes situées sur un même plan. Au rez-de-chaussée, le côté gauche est réservé aux volailles, le côté droit au chenil. A l'étage, une galerie à laquelle on accède par des échelles, ouvrent sur de petites cases, qui servent de clapiers. 
Les deux cours, qui font face à chacune des ailes, sont entourées par un élégant muret, en partie ajouré et construit avec des sortes de tuiles rondes superposées, et en partie formée de galets du Tarn et de briques posées en biais, en rangs alternés, mode de construction courant dans la région.

### Les communs
Le troisième bâtiment appelé "les communs ", a une fonction plus directement utilitaire. Le corps principal comporte, à gauche de l'escalier central, les écuries, avec sept stalles, et à droite, des garages pour plusieurs voitures. L'avancée de gauche, plus importante avec son faux pigeonnier en pied de mulet abrite la sellerie et, à l'étage, la chambre du garçon d'écurie. A l'étage du corps principal, sont situés les greniers à foin.
Certes la destination et l'usage de ces différents bâtiments évoluera dans le temps, surtout lorsque, vers 1925, on abandonnera les chevaux pour l'automobile. Le pigeonnier est toujours visible et entretenu, des photos récentes sont visibles sur le site du Domaine du Buc. Durant l'automne 2018, le pigeonnier a été restauré entièrement afin de le réhabiliter en tant qu'espace habitable. Les travaux ont été dirigés par l'architecte Bernard Caner, qui a remporté le 24 octobre le Geste d'Or 2018 pour son projet lors du Salon International du Patrimoine Culturel au Carrousel du Louvre.

## L'oratoirede Notre Dame d'Oliviège

### Description

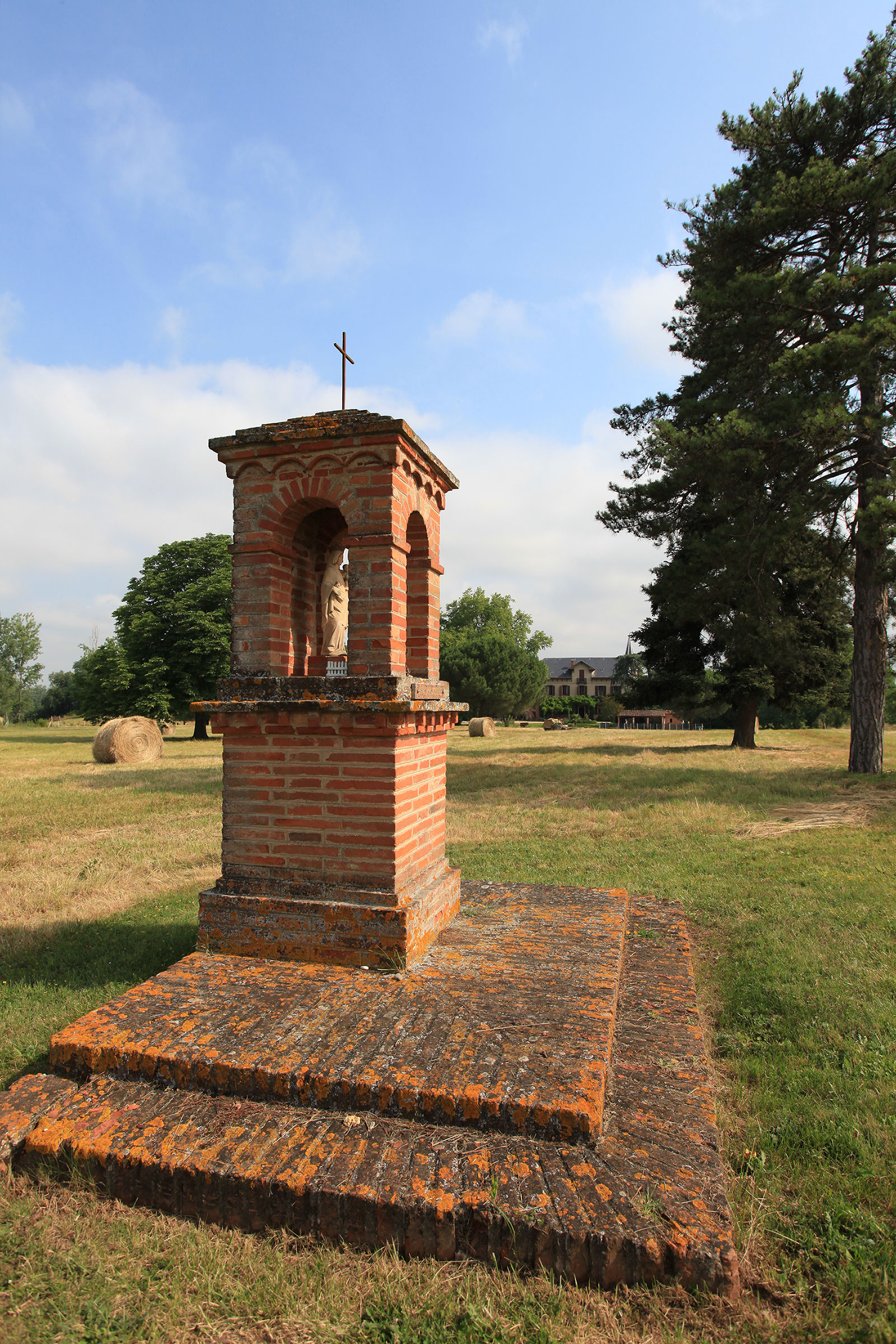
Oratoire de Notre-Dame d'Oliviège.

Située dans la plaine que s'étend au sud du Buc, le site de Notre Dame d'Oliviège se caractérise aujourd'hui par un grand pin parasol isolé, au pied duquel a été construit un petit oratoire en briques. L'oratoire abrite une statue de la vierge, copie de celle trouvée sur les lieux, et datant du XIVe siècle.    
En effet, le site de Notre Dame d'Oliviège a derrière lui une longue histoire et est depuis longtemps le siège d'un pèlerinage, toujours en vigueur aujourd'hui. Il existait autrefois un cimetière, et une chapelle, qui a été démolie à la révolution.Les archives départementales du Tarn ont une description assez précise de cette dernière, grâce au compte rendu de visite de l'archevêque Le Goux de la Berchère, en juin 1700, lorsqu'il fit le tour de toutes les églises de son diocèse:   
« Elle est située dans la plaine entre Florentin et Marssac à demy chemin, où se partage la juridiction de Marssac et de Florentin, auprès de la maison de sieur Teyssier. Elle a 6 cannes de longueur, deux cannes et demi de largueur et trois cannes de hauteur (soit 10 m de long sur 4,5 m de large et 5 m de haut). Elle est bastie de pierre, les murs sont bons, blanchis en dedans. Elle est carrelée, non plafonnée. Il faut la plafonner. Il y a quatre fenêtres, deux au midy et deux au septentrion, dont il faut réparer les vitres. L'entrée de la chapelle est au couchant, avec un grand vestibule de 7 cannes de longueur (7 m). Il y a à l'autel un grand retable qui tient toute la largeur de la chapelle avec quatre colonnes, corniches et chapiteaux, une image de la Vierge au milieu, entre les deux colonnes et un ange de chaque costé. L'autel portatif est de pierre dure consacré.. L'autel est orné de nappes et d'un parement de toile peinte; on y apporte les autres ornements nécessaires pour la célébration des offices. Il y avait autrefois un cimetière autour de ladite chapelle, dont la plus grande partie est à présent labourée. On dit que cette chapelle était autrefois l'église paroissiale de Marssac et Florentin, ils y bastirent des églises, et depuis celle de N.D. d'Oliviège est restée comme une chapelle de dévotion, où il y avait même autrefois un grand concours qui est beaucoup moindre à présent.
Le jour de la fêste est l'Annonciation de la Ste Vierge auquel jour, il y a un concours de peuple. Il y a aussy concours le lendemain de Pâques et les paroisses de Marssac et de Florentin y viennent en procession ce jour-là et on y fait l'office de la paroisse. Celle de Terssac y vient aussi le lendemain de la pentecoste ».
Un événement tragique se déroula lors de la procession du 18 mai 1671 : quatre vingt trois pèlerins, venant de Labastide-de-Lévis sur la rive droite du  Tarn, se noyèrent au passage de la rivière à Marssac. Dix pèlerins seulement survécurent. Depuis lors, les paroisses de la rive droite du Tarn ne vont plus à N.D. d'Oliviège.

### Histoire
La chapelle serait citée dans un document de 1355 et plus tard en 1556. Elle apparaît comme une annexe de l'église de Marssac dans la carte du diocèse d'Albi dressée en 1642.
Sous la révolution, le terrain sur lequel était bâtie la chapelle est considéré comme bien national. Il est adjugé le 30 avril 1791 au sieur Teyssier, pour le prix de 750 livres.
L'édifice dut être démoli peu après, il n'en reste aucune trace.
En défonçant le terrain, il y a un certain temps, deux sarcophages en pierre ont été découverts, contenant des ossements. Plus récemment, à la suite de la découverte dans le champ voisin de morceaux de briques, un archéologue identifia ces fragments comme étant des morceaux de tegulae, ces grandes tuiles romaines rectangulaires qu'on utilisait pour les inhumations. D'après le mode de cuisson, on pouvait dater ces tegulae du Haut Moyen Âge (VIIe, VIIIe siècle), époque à laquelle ce mode d'inhumation était courant pour les personnes modestes. Les corps étaient placés au fond de la fosse, sans cercueil et simplement couverts de deux rangées de tegulae, formant une sorte de toit sur le corps. La fosse était ensuite refermée.
Cette découverte confirme l'ancienneté du cimetière et donne quelques crédits à l'assertion selon laquelle le site était le siège d'une agglomération très ancienne, avant que ne fussent construites, au XIIe siècle, les places fortes de Marssac et Florentin.
L'oratoire en briques qui existe aujourd'hui, au pied du pin parasol, a été construit après la Seconde Guerre mondiale, dans le style provençal, par Mme André Dirat-Boé. Elle avait fait le vœu de bâtir cet oratoire si son époux revenait vivant de la guerre. C'est l'oratoire Saint-Michel de Maubec, érigé en 1846, qui a servi de modèle.
L'oratoire de N.D. d'Oliviège abrite une copie en pierre de la Vierge à l'enfant trouvée sur les lieux et provenant vraisemblablement de l'ancienne chapelle. Cette copie a été exécutée par M. Viraben, céramiste. L'original de cette statue, en bois polychrome, était conservé dans l'église de Marssac, où elle a été volée vers 1975 et plus jamais retrouvée.
Après la reconstruction du sanctuaire, les pèlerinages ont repris, le lundi de Pentecôte, et ils réunissent toujours les trois paroisses de Marssac, Florentin et Rouffiac, avec une messe en plein air.

## Épilogue
Alain-René Lesage est décédé le 14 septembre 1992 ayant laissé cette brochure inachevée. À la date du 27 février 1991, il a marqué dans son journal : « Mes plantations seront encore là dans 50 ans, majestueuses, et elles attireront le regard des contemporains. J'aurai un peu survécu à travers elles, j'aurai malgré tout un peu marqué mon temps ».